# Noyon
Noyon este o comună în departamentul Oise, Franța. În 1 ianuarie 2022 avea o populație de 12.810 de locuitori.